# Jacques de Douhet
Jacques de Douhet, né le 10 août 1945 à Paris et mort le 16 août 2009 dans la même ville, est un scénariste de bande dessinée français.